# Благодатнівська сільська рада (Золотоніський район)
Благодатнівська сільська́ ра́да — колишня адміністративно-територіальна одиниця та орган місцевого самоврядування в Золотоніському районі Черкаської області. Адміністративний центр — село Благодатне.

## Загальні відомості
- Населення ради: 3 168 осіб (станом на 2001 рік)

## Населені пункти
Сільській раді були підпорядковані населені пункти:
- с. Благодатне

## Склад ради
Рада складалася з 24 депутатів та голови.
- Голова ради: Янчий Володимир Васильович
- Секретар ради: Бойко Тетяна Василівна

### Керівний склад попередніх скликань
| Прізвище, ім'я, по батькові | Основні відомості                                                 | Дата обрання | Дата звільнення |
| --------------------------- | ----------------------------------------------------------------- | ------------ | --------------- |
| Янчий Володимир Васильович  | Сільський голова, 1958 року народження, освіта вища, безпартійний | 26.03.2006   | 31.10.2010      |
| Янчий Володимир Васильович  | Сільський голова, 1958 року народження, освіта вища, безпартійний | 31.10.2010   | 16.01.2016      |

Примітка: таблиця складена за даними сайту Верховної Ради України

### Депутати
За результатами місцевих виборів 2010 року депутатами ради стали:

#### За суб'єктами висування
| Суб'єкт висування                                       | Кількість обраних депутатів | %    |
| ------------------------------------------------------- | --------------------------- | ---- |
| Самовисування                                           | 21                          | 87,5 |
| Політична партія Всеукраїнське об'єднання «Батьківщина» | 1                           | 4,2  |
| Соціалістична партія України                            | 1                           | 4,2  |
| Українська соціал-демократична партія                   | 1                           | 4,2  |

#### За округами
| № округу                                                | Прізвище, ім'я, по батькові     | Дата визнання обраним | Освіта  | Партійна приналежність                        | Відомості про обраного депутата                                                                                    |
| ------------------------------------------------------- | ------------------------------- | --------------------- | ------- | --------------------------------------------- | --- |
| Політична партія Всеукраїнське об'єднання «Батьківщина» |                                 |                       |         |                                               | |
| 6                                                       | Власенко Анатолій Володимирович | 05.11.2010            | вища    | член Всеукраїнського об'єднання «Батьківщина» | Чапаєвська загальноосвітня школа І-ІІІ ст. ім. Г. П. Берези, вчитель фізичного виховання                           |
| Соціалістична партія України                            |                                 |                       |         |                                               | |
| 7                                                       | Сєрова Надія Іванівна           | 05.11.2010            | вища    | член Соціалістичної партії України            | Приватне підприємство в м. Черкаси, начальник цеху                                                                 |
| Українська соціал-демократична партія                   |                                 |                       |         |                                               | |
| 17                                                      | Зінченко Анатолій Миколайович   | 05.11.2010            | вища    | член Української соціал-демократичної партії  | Черкаське автомобільне управління шляхів, головний інженер                                                         |
| Самовисування                                           |                                 |                       |         |                                               | |
| 1                                                       | Бондаренко Марія Григорівна     | 05.11.2010            | вища    | член Всеукраїнського об'єднання «Батьківщина» | ЧапаєвськеЛівобережнеМУВГ, головнийбухгалтер                                                                       |
| 2                                                       | Карпенко Андрій Андрійович      | 05.11.2010            | середня | позапартійний                                 | Черкаський УВП УТОС, охоронець                                                                                     |
| 3                                                       | Жиглатов Олег Геннадійович      | 05.11.2010            | вища    | член Всеукраїнського об'єднання «Свобода»     | Чапаєвська загальноосвітня школа І-ІІІ ст. ім. Г. П. Берези, вчитель трудового навчання                            |
| 4                                                       | Вовчановський Павло Григорович  | 05.11.2010            | вища    | позапартійний                                 | Чапаєвська загальноосвітня школа І-ІІІ ст. ім. Г. П. Берези, вчитель фізичного виховання                           |
| 5                                                       | Городнича Надія Петрівна        | 05.11.2010            | вища    | позапартійна                                  | Чапаєвська сільська бібліотека, завідувачка бібліотеки                                                             |
| 8                                                       | Гвоздь Віра Іванівна            | 05.11.2010            | вища    | позапартійна                                  | ЧапаєвськеЛівобережнеМУВГ, технік диспетчер                                                                        |
| 9                                                       | Матвієць Лариса Андріївна       | 27.12.2010            | вища    | член Всеукраїнського об'єднання «Батьківщина» | КП «Комунальник», головний бухгалтер                                                                               |
| 10                                                      | Масюк Віра Володимирівна        | 05.11.2010            | вища    | член Всеукраїнського об'єднання «Батьківщина» | ЧапаєвськеЛівобережнеМУВГ, фахівець зохоронипраці                                                                  |
| 11                                                      | Бойко Василь Іванович           | 05.11.2010            | вища    | позапартійний                                 | пенсіонер |
| 12                                                      | Бойко Тетяна Василівна          | 05.11.2010            | вища    | позапартійна                                  | Чапаєвська сільська рада, секретар                                                                                 |
| 13                                                      | Ткаченко Олена Федорівна        | 27.12.2010            | вища    | позапартійна                                  | Чапаєвська загальноосвітня школа, вчитель                                                                          |
| 14                                                      | Устименко Олександр Васильович  | 05.11.2010            | вища    | позапартійний                                 | ЧапаєвськеЛівобережнеМУВГ, заступникначальникаправління                                                            |
| 15                                                      | Личак Роман Русланович          | 05.11.2010            | вища    | позапартійний                                 | Церква с. Деньги, священик                                                                                         |
| 16                                                      | Тищенко Віра Маркіянівна        | 05.11.2010            | вища    | позапартійна                                  | ЧапаєвськеЛівобережнеМУВГ, завідувачка центр, складу управління                                                    |
| 18                                                      | Хлєбутіна Світлана Іванівна     | 05.11.2010            | вища    | позапартійна                                  | Чапаєвська амбулаторія, медична сестра                                                                             |
| 19                                                      | Старокожка Аліна Антонівна      | 05.11.2010            | вища    | позапартійна                                  | ЗолотоніськийМВ УМВС України в Черкаській області, старший оперуповно важений кримінальної міліції в справах дітей |
| 20                                                      | Карпенко Тетяна Василівна       | 05.11.2010            | вища    | позапартійна                                  | Дитяча станова с. Чапасвка «Берізка», бухгалтер                                                                    |
| 21                                                      | Войцешук Ірина Володимирівна    | 05.11.2010            | вища    | позапартійна                                  | Чапаєвська сільська рада, земплевпорядник                                                                          |
| 22                                                      | Осадчук Людмила Василівна       | 05.11.2010            | вища    | член Партії регіонів                          | Чапаєвська сільська рада, діловод                                                                                  |
| 23                                                      | Глиб Віра Василівна             | 05.11.2010            | вища    | член Всеукраїнського об'єднання «Батьківщина» | пенсіонер |
| 24                                                      | Рудакова Наталія Миколаївна     | 05.11.2010            | вища    | позапартійна                                  | Територіальний центр соціального обслуговуван няЗолотонісько го р-ну в с. Чапаєвка, соціальний працівник           |